# Mata Hari (videogioco)
Mata Hari è un videogioco, di genere avventura grafica, prodotto da Anaconda Games e sviluppato da 4Head Studio. È stato pubblicato per Pc nel 2008. Il gioco è stato scritto e diretto da Hal Barwood e Noah Falstein, autori in passato di diverse avventure grafiche prodotte da LucasArts.
La trama del gioco ruota attorno alla vita della ballerina olandese Margaretha Geertruida Zelle, nota con lo pseudonimo di Mata Hari.